# Panhard SPHINX
SPHINX (англ. Secret Project for High Intensity and New Conflicts — Секретний проект для конфліктів високої інтенсивності та нових типів) — бойова розвідувальна машина, розроблена як приватна ініціатива для потреб французької армії у програмі EBCR (фр. Engin Blinde de Reconnaissance et de Combat — броньованої розвідувально-бойової машини).
Програма EBRC потребує бронетранспортер для розвідки та ведення бою. Нові машини повинні замінити застарілі розвідувальні бронеавтомобілі AMX-10RC та ERC-90 Sagaie. Французька армія потребує 300 одиниць машин такого типу. Макет Panhard SPHINX було представлено у 2010. Для того, щоб задовольнити ці вимоги Panhard буде конкурувати з Nexter та Renault. Поставки нових розвідувальних машин очікується у 2018. Також SPHINX було запропоновано на експорт.

## Конструкція
6x6 Panhard SPHINX було представлено разом з легким бронеавтомобілем 4x4 Panhard CRAB. Обидві броньовані машини високомобільні і створені, згідно нової доктрини легкої кавалерії, малими, але швидкими і добре озброєними бронеавтомобілями для активної ролі на полі бою. SPHINX придатний до розвідки, вогневої підтримки і швидкого втручання.
Машина має броньований зварний корпус зі сталі, з можливістю встановлення додаткових бронеплит. Додаткова броня дозволяє у польових умовах пристосувати автомобіль до вимог місії. Броня захищає SPHINX з усіх боків від ураження бронебійними кулями калібру 14,5-мм та осколків. Як варіант пропонується додаткове бронювання лобової проєкції від ураження снарядами калібру 25-мм. Деякі частини машини вкрито пластинчатою бронею для захисту від реактивних гранат. Корпус машини має V-подібну форму, що дозволяє витримувати вибухи 10 кілограмових протитанкових мін. Машину оснащено захистом від ядерної, біологічної та хімічної зброї. Також машину оснащено приймачем лазерного опромінення.
Екіпаж складається з трьох осіб. На машині встановлено дизельний двигун з турбонаддувом потужністю 600 к.с. Очікується встановлення німецьких двигунів Mercedes або MTU, або австрійського двигуна Steyr. Двигун розташовано позаду і оснащено автоматичною коробкою передач. Усі колеса SPHINX напрямні, що дає добру маневреність по пересічній місцевості. Встановлено систему центральної підтримки тиску у шинах. На машині встановлено боєстійкі шини.
Автомобіль не плаває. Бронеавтомобіль можна транспортувати літаком C-130 Hercules або іншими військовими транспортними літаками.

## Озброєння
Машина має башту розраховану на двох осіб з встановленою стабілізованою автоматичною гарматою калібру 40-мм. Башта була розроблена Lockheed Martin для покращення бронетранспортера Warrior британської армії. Варто зазначити, що перша версія SPHINX представлена у 2010 мала бельгійську башту CMI turret. Заміна на башту від Lockheed Martin була зроблена для того, щоб зменшити вартість виробництва. 40-мм гармата має швидкострільність 180 пострілів за хвилину. Також встановлено чотири пускових установки протитанкових ракет великої дальності. Контейнери з ракетами розташовано з обох боків башти. У башті встановлено спарений кулемет калібру 7,62-мм.